# 合縱愛神介
合縱愛神介（学名：Hemicytheria hotsuni）为半花介科愛神介屬下的一个种。